# Суперкласико Америке
Суперкласико Америке је такмичење у фудбалу између Аргентине и Бразила. Такмичење је основано 2011. године, наследник је Роса купа.

## Листа утакмица

### Утакмице
| Година | Домаћи тим                                     | Резултат | Гостујући тим |
| ------ | ---------------------------------------------- | -------- | ------------- |
| 2011   | Аргентина                                      | 0–0      | Бразил        |
| 2011   | Бразил                                         | 2–0      | Аргентина     |
| 2011   | Braзил је победио 2-0 укупним резултатом.      |          |               |
| 2012   | Бразил                                         | 2–1      | Аргентина     |
| 2012   | Аргентина                                      | 2–1      | Бразил        |
| 2012   | 3–3 укупно, Бразил је победио 4-3 на пеналима. |          |               |
| 2014   | Бразил                                         | 2–0      | Аргентина     |
| 2017   | Бразил                                         | 0–1      | Аргентина     |
| 2018   | Аргентина                                      | 0–1      | Бразил        |
| 2019   | Бразил                                         | 0–1      | Аргентина     |
| 2027   | Бразил                                         |          | Аргентина     |